# Revista Ñ
Revista Ñ es una revista de cultura en español lanzado por el diario argentino Clarín el 4 de octubre de 2003. Se editaba los sábados como suplemento de compra opcional del diario Clarín, el periódico de mayor circulación en la Argentina, y en la actualidad se publica doce veces al año el primer sábado de cada mes. Recibió el premio "Julio Cortázar 2004", por parte de la Cámara Argentina del Libro; el premio "Herald 2004" al periodismo innovador y de excelencia; y una mención especial de la Fundación Konex en 2007. Entre otros eventos, la revista es patrocinadora oficial de la Feria Internacional del Libro de Buenos Aires.
Se destaca en cubrir eventos culturales locales de Buenos Aires y Argentina pero también registrar las tendencias culturales a nivel global. Entre sus principales características se encuentran las entrevistas a grandes figuras culturales de la actualidad.
En el sitio web de la publicación se destacan además varias propuestas, como cuestionarios, multimedias o blogs, entre ellos En minúscula, Testigo ocular o Nerds All Star.
En 2007 recibió un reconocimiento de la Fundación Konex por su aporte a la comunicación y el periodismo en Argentina, otorgándole la Mención Especial.